# Franca Polesello
Franca Polesello, née le 7 août 1930 à Oderzo (Vénétie) et morte le 8 mars 2021 à Rome (Latium), est une actrice et mannequin italienne.

## Biographie
Franca Polesello a commencé sa carrière dans le monde du spectacle à la fin des années 1950, après être devenue Miss Lombardie. Elle a travaillé comme mannequin pour la télévision et comme modèle, puis elle est apparue dans des péplums dans les années 1960. Elle tourne ensuite dans des comédies, des mélodrames et des films d'espionnage.
Parmi les rôles qui lui ont apporté le plus de notoriété figure celui de la femme du Commendatore dans le film Le Fanfaron (1962).
Elle a participé à plusieurs films avec Franco Franchi et Ciccio Ingrassia, dont Vénus au soleil (it) (1965) et I due magnifici fresconi (it) (1968).
La carrière de Franca Polesello a duré un peu plus d'une décennie, avec un total d'une trentaine de participations à des films, après quoi l'actrice a abandonné son activité artistique.

## Filmographie
- 1962 : Maciste contre les géants (Maciste, il gladiatore più forte del mondo) de Michele Lupo
- 1962 : Le Fanfaron de Dino Risi
- 1963 : Le Succès (Il successo) de Dino Risi et Mauro Morassi
- 1963 : Filles sans voiles (it) (I piaceri nel mondo) de Vinicio Marinucci (it)
- 1963 : Totò sexy de Mario Amendola
- 1963 : Notti nude (it) d'Ettore Fecchi (it)
- 1964 : Boulevard du vice (Via Veneto) de Giuseppe Lipartiti
- 1964 : Les Jumeaux du Texas (I gemelli del Texas) de Steno
- 1964 : Le Train du samedi (it) (Il treno del sabato) de Vittorio Sala
- 1964 : L'Amour facile (Amore facile) de Gianni Puccini, segment Una domenica d'agosto
- 1965 : Vénus au soleil (it) (Veneri al sole) de Marino Girolami
- 1965 : Meurtre à l'italienne (Io uccido, tu uccidi) de Gianni Puccini
- 1965 : Opération Lotus bleu (Agente 077 missione Bloody Mary) de Sergio Grieco
- 1965 : Je la connaissais bien (Io la conoscevo bene) d'Antonio Pietrangeli
- 1965 : A.D.3 opération : Requin blanc (it) (A.D3 operazione squalo bianco) de Filippo Walter Ratti
- 1965 : Spiaggia libera (it) de Marino Girolami
- 1966 : Navajo Joe de Sergio Corbucci
- 1966 : Mondo pazzo... gente matta! de Renato Polselli
- 1967 : Un casse pour des clous (28 minuti per 3 milioni di dollari) de Maurizio Pradeaux
- 1968 : Gangster 70 (Gangsters '70) de Mino Guerrini
- 1969 : Les Gros Malins de Raymond Leboursier
- 1969 : Tarzana, sexe sauvage (Tarzana, sesso selvaggio) de Guido Malatesta
- 1969 : I due magnifici fresconi (it) de Marino Girolami
- 1971 : L'Étrangleur de Vienne (Lo strangolatore di Vienna) de Guido Zurli
- 1972 : Joe Dakota (Spara Joe... e così sia!) d'Emilio Miraglia